# Tanzhesi
Tanzhesi (kinesiska: 潭柘寺, 潭柘寺镇) är en köping i Kina. Den ligger i Mentougou i storstadsområdet Peking, i den norra delen av landet, omkring 33 kilometer väster om stadskärnan. Antalet invånare är 8 672. Befolkningen består av 4 161 kvinnor och 4 511 män. Barn under 15 år utgör 10,0 %, vuxna 15-64 år 78 %, och äldre över 65 år 10,0 %.